# Jean-Louis Roumégas
Jean-Louis Roumégas, né le 6 juin 1962 à Alger, est un homme politique français. Député de l'Hérault de 2012 à 2017 et à nouveau depuis juillet 2024, il est membre du groupe écologiste à l'Assemblée nationale.
Il était porte-parole national des Verts puis d'Europe Écologie Les Verts (2008 - 2011), adjoint au maire de Montpellier et conseiller d’agglomération de 2001 à 2008, puis conseiller municipal d'opposition et président du groupe écologiste de 2008 à 2014. En 2012, il est élu député de la première circonscription de l'Hérault avec 50,10 % des voix.
En 2020, il est tête de liste Écologie Pour Tous aux élections municipales à Montpellier. Cette liste recueille 1,67% (837 voix) des suffrages exprimés lors du premier tour, le 15 mars 2020.
En 2024, il se représente lors des élections législatives anticipées dans la première circonscription de l'Hérault et est élu le 7 juillet 2024.

## Biographie

### Enfance et études
Né à Alger en 1962, d’un père pied-noir et d’une mère corse, il a grandi à Béziers, Perpignan puis Montpellier.
Après des études de philosophie et de lettres à l'université Paul-Valéry, de Montpellier, il se tourne vers l'enseignement et devient instituteur,. Il est actuellement[Quand ?] responsable du Centre de ressources prévention-santé de l'Education nationale au sein d'Epidaure, département prévention de l'Institut du cancer de Montpellier.[réf. souhaitée]

### Carrière politique
Il s'engage ensuite chez les Verts en 1992.
Avec un bon score au premier tour des élections municipales de 2001 à Montpellier (12,54 %), il réalise une alliance avec la liste Frêche au second tour,. Il devient 2e adjoint au maire délégué à la ville durable de 2001 à 2008, et président du groupe écologiste.
En 2008, il mène à nouveau la liste des Verts à l'élection municipale et obtient un score légèrement inférieur à celui de 2001. Face au refus du Parti socialiste de faire alliance avec lui, il se maintient au second tour, fusionne avec la liste LCR et arrive 3e avec plus de 18 % des voix. Il siège au conseil municipal dans l'opposition.
Il devint quelques jours après porte-parole national des Verts,,, succédant à Yann Wehrling, suspendu du parti après avoir rejoint la liste MoDem pour les élections municipales de Strasbourg. Il est réélu à ce poste le 6 décembre 2008.
Il participe en troisième position à la liste Europe Écologie dans la circonscription Sud-Ouest pour les élections européennes de 2009, derrière José Bové et Catherine Grèze.
Aux élections régionales de mars 2010, il conduit la liste Europe Écologie en Languedoc-Roussillon avec les Verts, la Gauche alternative, la Nouvelle Gauche, Régions et peuples solidaires, Cap21 et de nombreux militants associatifs. Ayant annoncé qu'il ne s'allierait pas avec Georges Frêche, il conclut, en prévision du second tour, un accord de fusion avec les listes FG-NPA ainsi qu'avec celle menée par Hélène Mandroux, candidate officielle du Parti socialiste. Pour Jean-Louis Roumegas, l'essentiel était de parvenir à un accord de programme et non à des alliances tactiques, pour avancer vers la nécessaire transformation écologique de l’économie régionale et l’ancrage à gauche par une politique sociale radicalement réorientée par rapport aux mandatures précédentes. Toutefois, aucune des trois listes n'atteignant le seuil des 10 % pour se maintenir au second tour, la liste Frêche, qui ne bénéficiait d'aucun soutien de la part des listes de gauche, l'emporte finalement au terme d'une triangulaire l'opposant à l'UMP et au FN.
Candidat en 13e position sur la liste d'union PS-EELV conduite par le socialiste Jean-Pierre Moure, il n'est pas réélu lors des élections municipales de mars 2014 à Montpellier.
Élu député de la première circonscription de l'Hérault en juin 2012 avec 88 voix d'avance sur Christian Jeanjean (UMP).
Il est candidat à sa succession aux élections législatives françaises de 2017 où il est largement battu et est éliminé dès le premier tour arrivant en 4e position avec 10,7% des voix.
Il constitue une liste aux élections municipales de 2020 à Montpellier, mais sa liste n'obtient que 837 voix (1,61 %) au premier tour, derrière notamment 2 autres listes écologistes qui totalisent un peu plus de 7 % chacune.

### Retour à l'Assemblée nationale en 2024
Investi par le Nouveau Front populaire, il obtient 34,04% des voix au premier tour dans la circonscription, ce qui le qualifie pour le second tour où il est élu avec 55,19 % des voix. Ce résultat lui permet de retrouver son siège de député 7 ans après l'avoir perdu.
Il fait partie du groupe groupe écologiste et social, et siège au sein de la commission des Affaires étrangères.

## Synthèse des résultats électoraux

### Élections législatives
| Année | Parti | Parti  | Circonscription  | 1er tour | 1er tour | 1er tour | 2d tour | 2d tour | Issue   |
| Année | Parti | Parti  | Circonscription  | Voix     | %        | Rang     | Voix    | %       | Issue   |
| ----- | ----- | ------ | ---------------- | -------- | -------- | -------- | ------- | ------- | ------- |
| 1997  |       | LV     | 1re de l'Hérault | 1 786    | 4,60     | 5e       |         |         | Éliminé |
| 2002  | 2 887 | LV     | 1re de l'Hérault | 6,60     | 5e       |          |         |         | Éliminé |
| 2007  | 2 311 | LV     | 1re de l'Hérault | 5,20     | 4e       |          |         |         | Éliminé |
| 2012  | EÉLV  | 12 096 | 1re de l'Hérault | 26,55    | 2e       | 21 354   | 50,10   | Élu     |         |
| 2017  | EÉLV  | 4 228  | 1re de l'Hérault | 10,70    | 4e       |          |         | Éliminé |         |
| 2024  | LÉ    | 20 851 | 1re de l'Hérault | 34,04    | 2e       | 31 864   | 55,19   | Élu     |         |

## Synthèse des fonctions et mandats

### À l'Assemblée nationale
- Député de la 1re circonscription de l'Hérault du 20 juin 2012 au 20 juin 2017.
- Député de la 1re circonscription de l'Hérault depuis le 8 juillet 2024.

### Au niveau local
- Membre du Conseil municipal de Montpellier de mars 2001 à mars 2014[23],[24].
  - Adjoint au Maire de Montpellier - Délégué à la Ville durable, de 2001 à 2008[25].
- Conseiller de Montpellier-Agglomération de 2001 à 2008.

### Au sein du parti
- Porte-parole national des Verts puis d'Europe Écologie Les Verts de 2008 à 2011[1].

### Autres
- Cofondateur et Président de l'Association Méditerranée Durable depuis 2018[26].